# La casa dei fantasmi (film 2023)
La casa dei fantasmi (Haunted Mansion) è un film del 2023 diretto da Justin Simien. 
Il film, prodotto da Walt Disney Pictures e Rideback, è il secondo adattamento cinematografico dell'attrazione dei parchi a tema di Walt Disney The Haunted Mansion, dopo l'omonimo film del 2003 con Eddie Murphy.
Nel film, Gabbie e Travis si avvalgono dell'aiuto di una squadra per esorcizzare la loro dimora e distruggere i fantasmi che li circondano. 
La casa dei fantasmi è uscito negli Stati Uniti il 28 luglio 2023 ed è stato distribuito dalla Walt Disney Studios Motion Pictures.

## Trama
A New Orleans, Ben Matthias, un astrofisico che sviluppa una macchina fotografica per rilevare la materia oscura, incontra e sposa Alyssa, una guida turistica di fantasmi, e rimane estasiato dalla sua fede nel soprannaturale. Dopo la morte di Alyssa in un incidente d'auto, Ben abbandona la sua carriera e continua a condurre il suo tour di fantasmi.
Anni dopo, la dottoressa Gabbie, rimasta vedova, e il suo giovane figlio Travis, si trasferiscono da New York in una grande villa abbandonata chiamata Gracey Manor, con l'intento di trasformarlo in un bed and breakfast, ma scoprono che il posto è infestato di fantasmi.
Ben riceve la visita del prete ed esorcista Padre Kent, che lo assume per fotografare i fantasmi a Gracey Manor. Ben inizialmente è incredulo, ma quando torna a casa viene perseguitato da un marinaio fantasma che lo costringe a tornare alla villa. Scopre quindi che anche Gabbie, Travis e Kent sono caduti vittime dei fantasmi, e non possono lasciare il maniero.
Ben e Kent reclutano allora Harriet, una sensitiva, e rubano i progetti della villa dallo storico della casa stregata, il professor Bruce Davis. Il gruppo trova così una stanza per sedute spiritiche nascosta, e lì Harriet riesce a contattare lo spirito di Gracey, che lascia un messaggio scritto ordinandole di parlare con la leggendaria medium Madame Leota. Nel tentativo di farlo, un'entità misteriosa scaccia Harriet dall'abitazione. Bruce arriva poco dopo e viene anche lui perseguitato. Harriet spiega a Ben che non tutte le anime diventano fantasmi se al momento della morte non hanno avuto rimpianti, sospettando che Alyssa sia tra loro 
Il gruppo comincia a cercare nella villa il fantasma di Leota. Ben va in soffitta, dove si scontra con una sposa spettrale che cerca di staccargli con un'ascia la testa, come ha fatto con i suoi mariti, e trova un baule chiuso e una chiave. Dopo aver esaminato il contenuto, trovano una sfera di cristallo che ospita lo spirito Leota. Questa rivela che William Gracey acquistò la villa e reclutò Leota per cercare di contattare lo spirito della defunta moglie Eleanor ogni notte per un anno intero, liberando centinaia di fantasmi nella villa. Un'entità malvagia si fece passare per la defunta moglie per poi indurre Gracey a suicidarsi e per non essere ostacolato intrappolò Leota nella sua sfera di cristallo. A questa misteriosa entità servono 1000 anime per potersi liberare, quando Leota era ancora viva ne aveva raccolte 933, ma con la sua scomparsa ci sono state altre 66 morti quindi e adesso gliene manca soltanto una. Harriet tenta di eseguire una proiezione astrale per ottenere ulteriori risposte e scoprire l'entità di questo misterioso fantasma, ma finisce per mandare Ben fuori dal suo corpo. In questo modo, Ben vede Gracey e l'entità malvagia, che identifica come il Fantasma della Cappelliera, dal quale riesce a sfuggire tornando nel suo corpo all'ultimo secondo.
La mattina dopo, Bruce e Ben vanno da un disegnatore per ottenere un ritratto del Fantasma della Cappelliera. Viene identificato come Alistair Crump, un ricco erede di un magnante immobiliare che subì abusi da parte del padre dopo la morte di sua madre e alla fine venne cacciato di casa diventando un reietto sociale. Con la misteriosa morte del padre, Allister fece ritorno alla casa natale e diede sontuose feste nelle quali uccideva gli invitati e ne nascondeva i cadaveri per vendicarsi dei soprusi subiti, fino a che non venne decapitato dai suoi stessi servi. Per scacciare il fantasma dal maniero è necessario recuperare dalla sua vecchia dimora un oggetto personale appartenuto a Crump, ma il suo fantasma inizia a chiudere tutte le vie di fuga del maniero per evitare che i nostri escano di casa. Ben, Kent e Travis riescono a scappare, mentre Crump si impossessa del corpo di Bruce. I tre raggiungono Crump Manor, che è diventato un sito storico, e apprendono dal fantasma del marinaio (che li ha seguiti) che a Crump serve qualcuno che rinunci volontariamente alla propria vita e diventi il millesimo spirito della villa per fuggire da essa. A causa delle guide inutili, i tre scoprono da alcune voci tra visitatori che la testa di Crump non fu mai ritrovata e di una catacomba nel maniero. Una volta raggiunta la catacomba, Travis trova tra i molti corpi sepolti (e mai ritrovati) il cilindro di Crump, che possono usare per il rituale per bandirlo nell'aldilà.
I tre tornano alla villa Gracey, e mentre Travis resta in macchina, Ben e Kent si apprestano ad entrare, ma Kent troppo spaventato confessa di non essere un vero prete ma un imbroglione che si fa passare per tale per avere un extra quando vende i costumi di Halloween; tuttavia Ben lo convince a seguirlo facendogli la stessa domanda che gli fece lui all'inizio "Vuoi essere un eroe?" e questo basta a convincere Kent a seguirlo. Una volta dentro i due si accorgono che qualcosa non va: il fantasma ha catturato Gabbie e Harriet, che vengono trovate e salvate da Ben. Intanto Kent affronta Bruce posseduto da Crump, che brucia il cappello e manda i suoi fantasmi contro Ben e compagni; Crump inoltre attira Travis in una trappola, sfruttando il dolore del ragazzino per la perdita di suo padre per farlo rinunciare alla sua vita. 
Ben trova Travis e riesce a convincerlo a lasciare andare suo padre; i due raggiungono Gabbie e insieme, nel cimitero,  affrontano Crump che minaccia di perseguitare Travis e Gabbie, a meno che Ben non rinunci volontariamente alla sua vita. In un primo momento Ben è tentato di farlo per rivedere Alyssa ma riesce a resistere affermando di aver finalmente trovato la pace, e grazie a Kent, che riesce a convincere i fantasmi ad andare contro Crump, a Bruce, che ha recuperato un pezzo del cappello bruciato, e ad Harriet, che ha liberato Madame Leota dalla sfera di cristallo e insieme a lei riesce a completare l'incantesimo per scacciarlo. Crump viene quindi bandito negli inferi.
Molti fantasmi, ora placati, decidono di restare nella villa, mentre altri come il marinaio, che ruba una barca e salpa, invece vanno per la loro strada. Gabbie viene assunta al New Orleans General e continua a vivere nella villa con Travis, Harriet riacquista piena fiducia nelle sue capacità psichiche, Kent diventa un vero prete, Bruce mantiene le sue nuove amicizie e Ben torna a insegnare e adotta un gatto randagio che sul collare ha il nome "Crocchetta" che interpreta come un segno della moglie. Il film finisce con il gruppo che si riunisce alla villa per una festa di Halloween insieme a tutti gli altri fantasmi.

## Produzione
I piani per un adattamento reboot basato su The Haunted Mansion sono iniziati nel luglio del 2010, quando Guillermo del Toro, che intendeva scrivere e produrre, ha dichiarato che il progetto si sarebbe svolto in una realtà alterata piuttosto che in un ambiente reale. Guillermo del Toro venne licenziato come regista del progetto nel luglio 2013.
Dopo aver trascorso anni nell'inferno di sviluppo, la Disney ha annunciato ufficialmente La casa dei fantasmi nell'agosto 2020, con Dippold che ha firmato per scrivere una nuova sceneggiatura per il film. Simien ha negoziato per dirigere il film entro aprile 2021 ed è stato ufficialmente confermato tre mesi dopo.
Il cast principale è stato confermato da luglio a ottobre, mentre il cast aggiuntivo è stato annunciato l'anno successivo.
Le riprese principali si sono tenute da metà ottobre 2021 a fine febbraio 2022.

## Promozione
Il primo teaser trailer del film è stato pubblicato il 2 marzo 2023. Il trailer italiano ufficiale del film è stato pubblicato il 18 maggio 2023.

## Distribuzione
Il film doveva essere distribuito nei cinema statunitensi il 28 luglio 2023. In precedenza era previsto per il 10 marzo 2023, e poi si è deciso di rilasciarlo ufficialmente  il 28 luglio 2023. Nelle sale italiane il film è stato distribuito il 23 agosto dello stesso anno.

## Accoglienza

### Incassi
Il film è stato un flop, incassando dopo tre settimane dalla sua uscita un totale di 135111678 $ in tutto il mondo, contro un budget di 150 milioni.

### Critica
Nonostante abbia ricevuto recensioni negative da parte della critica, su Rotten Tomatoes il film ha una percentuale di gradimento del 37% sulla base di 255 recensioni.